# Mimas pallida-centripuncta
Mimas pallida-centripuncta är en fjärilsart som beskrevs av Tutt 1902. Mimas pallida-centripuncta ingår i släktet Mimas och familjen svärmare. Inga underarter finns listade i Catalogue of Life.